# Thermonotus coeruleipennis
Thermonotus coeruleipennis es una especie de escarabajo longicornio del género Thermonotus, tribu Monochamini, subfamilia Lamiinae. Fue descrita científicamente por Aurivillius en 1911.

## Descripción
Mide 18-20 milímetros de longitud.

## Distribución
Se distribuye por Indonesia y Malasia.